# Clay Shirky
Clay Shirky (1964) is een Amerikaanse schrijver, journalist en wetenschapper die zich bezighoudt met de sociale en economische effecten van internet, digitale netwerken, zwermintelligentie en sociale media. Hij was professor in het onderzoeksprogramma Interactieve Telecommunicatie aan de New York University en is daar nu professor aan het Arthur L. Carter Instituut voor Journalistiek en vice-decaan voor educatieve technologie.
Daarnaast is hij adviseur op dit gebied en schrijft hij hier essays en artikelen over.
De wet van Clay Shirky:  “Institutions will try to preserve the problems to which they are a solution.”
Zijn columns en artikelen verschijnen in onder meer The New York Times, The Wall Street Journal, de Harvard Business Review en Wired. Zijn boek "Iedereen. Hoe digitale netwerken onze contacten, samenwerking en organisaties veranderen" kreeg de Financial Times and McKinsey Business Book of the Year Prijs.

## Publicaties (in Nederlandse vertaling)
- Clay Shirky: Slimmer. Hoe sociale media ons effectiever, creatiever en actiever maken. Amsterdam, Business Contact, 2010. ISBN 978-90-470-0395-3
- Clay Shirky: Iedereen. Hoe digitale netwerken onze contacten, samenwerking en organisaties veranderen. Amsterdam, Business Contact,  2008. ISBN 978-90-470-0080-8